# Phygadeuon zapotecus
Phygadeuon zapotecus là một loài tò vò trong họ Ichneumonidae.